# Discocyrtus coronatus
Discocyrtus coronatus is een hooiwagen uit de familie Gonyleptidae.